# 3D Country
3D Country è il secondo album in studio del gruppo indie rock americano Geese, pubblicato il 23 giugno 2023 tramite Partisan Records. È stato preceduto dai singoli "Cowboy Nudes", "Mysterious Love", "3D Country" e "I See Myself" e ha ricevuto recensioni favorevoli dalla critica.
L'album è incentrato sulla "storia di un cowboy teso mentre vaga per il deserto dopo aver assunto droghe psichedeliche, guardando il mondo intorno a lui - e il suo concetto di sé - svelarsi nel processo".

## Ricezione critica
3D Country ha ricevuto un punteggio di 78 su 100 sull'aggregatore di recensioni Metacritic sulla base delle recensioni di sei critici, indicando un'accoglienza "generalmente favorevole". Recensendo l'album per Rolling Stone, Ian Blau ha scritto che "per la maggior parte, ogni deviazione prendono via a qualcosa di interessante" e che la band ha "fornito uno dei migliori album rock di New York degli ultimi anni, prendendomi per mano". Tilly Foulkes di NME ha descritto l'album come "una versione cinica dell'Americana nell'era di un'imminente crisi climatica - una versione che dimostra che Geese è un vero tour de force".

## Tracce
1. 2122 – 3:52
2. 3D Country – 5:13
3. Cowboy Nudes – 2:50
4. I See Myself – 3:00
5. Undoer – 6:59
6. Crusades – 2:38
7. Gravity Blues – 4:01
8. Mysterious Love – 3:15
9. Domoto – 3:48
10. Tomorrow's Crusades – 4:31
11. St. Elmo – 3:20